# Scott Ogren
Scott Ogren (ur. w 1965) – amerykański narciarz, specjalista narciarstwa dowolnego. Jego największym sukcesem jest srebrny medal w kombinacji wywalczony podczas mistrzostw świata w Oberjoch. Nigdy nie startował na igrzyskach olimpijskich. Najlepsze wyniki w Pucharze Świata osiągnął w sezonie 1988/1989, kiedy to zajął drugie miejsce w klasyfikacji generalnej i klasyfikacji kombinacji.
W 1990 r. zakończył karierę po kontuzji więzadła krzyżowego przedniego. Po zakończeniu kariery został fizjoterapeutą.

## Osiągnięcia

### Mistrzostwa świata
| Miejsce | Dzień   | Rok  | Miejscowość | Konkurencja        | Zwycięzca          |
| ------- | ------- | ---- | ----------- | ------------------ | ------------------ |
| 16.     | 1 marca | 1989 | Oberjoch    | Balet narciarski   | Hermann Reitberger |
| 4.      | 3 marca | 1989 | Oberjoch    | Jazda po muldach   | Edgar Grospiron    |
| 28.     | 5 marca | 1989 | Oberjoch    | Skoki akrobatyczne | Lloyd Langlois     |
| 2.      | 5 marca | 1989 | Oberjoch    | Kombinacja         | Chris Simboli      |

### Puchar Świata

#### Miejsca w klasyfikacji generalnej
- sezon 1985/1986: 47.
- sezon 1986/1987: 31.
- sezon 1987/1988: 5.
- sezon 1988/1989: 2.
- sezon 1989/1990: 37.

#### Miejsca na podium
1. La Clusaz – 13 marca 1988 (Kombinacja) – 3. miejsce
2. La Plagne – 18 grudnia 1988 (Kombinacja) – 3. miejsce
3. Lake Placid – 13 stycznia 1989 (Jazda po muldach) – 3. miejsce
4. Calgary – 22 stycznia 1989 (Kombinacja) – 3. miejsce
5. Breckenridge – 29 stycznia 1989 (Kombinacja) – 1. miejsce
6. La Clusaz – 12 lutego 1989 (Kombinacja) – 1. miejsce
7. Voss – 11 marca 1989 (Jazda po muldach) – 3. miejsce
8. Voss – 12 marca 1989 (Kombinacja) – 1. miejsce